# الرجل النملة
الرجل النملة (بالإنجليزية: Ant-man) هو بطل خارق خيالي من فريق المنتقمين الذي يظهر في الكتب الهزلية الخاصة بمارفل كومكس. قام باختراعها ستان لي ولاري ليبر وجاك كيربي. ظهرت الشخصية في عدة أعمال مثل: فيلم الرجل النملة (2015)، وكابتن أمريكا: الحرب الأهلية (2016)، الرجل النملة والدعسوقة (2018)، المنتقمون: نهاية لعبة (2019).

## قدراته
من قدرات الرجل النملة أنه يسطتيع أن يصبح بحجم النملة، ومن صغر حجمة لا يراه أحد أبداً فيسطتيع أن يسدد لهم ضربات وركلات مدمرة. يمكن من خلال الحزام الذي يتحكم بحجمه أن يجعله ضخماً جداً يمكنه أن يضرب عدوه ضربات ساحقة ومدمرة، ويمكنه من خلال كبر حجمه أيضاً أن يبتلع أعدائه أو يحبسهم في يده أو يسحق أعدائه باستخدام يده أو باستخدام قدمه، ويمكنه وهو صغير الحجم أن يركب النمل ويتحكم به ويختبئ في ملابس أعدائه وفي أقدامهم وفي جيوبهم وفي شعرهم أو في فمهم. اسمه الحقيقي هو (Hank pym)، أعز أصدقاءه الرجل الحديدي.